# Dolní Krupá (district de Mladá Boleslav)
Pour les articles homonymes, voir Dolní Krupá.
Dolní Krupá (en allemand : Welisch) est une commune du district de Mladá Boleslav, dans la région de Bohême-Centrale, en République tchèque. Sa population s'élevait à 251 habitants en 2020.

## Géographie
Dolní Krupá se trouve à 8 km à l'ouest-nord-ouest de Mnichovo Hradiště, à 16 km au nord-nord-ouest de Mladá Boleslav et à 61 km au nord-nord-est de Prague.
La commune est limitée par Ralsko au nord-ouest, par Rokytá au nord-est, par Bílá Hlína au sud-est et par Bělá pod Bezdězem au sud-ouest.

## Histoire
La première mention écrite de la localité date de 1229.